# Milton Orville Thompson
Milton Orville Thompson, dit Milt Thompson (4 mai 1926, Crookston — 6 août 1993) était un pilote-ingénieur américain de la National Aeronautics and Space Administration, sélectionné comme astronaute pour le projet X-20 Dyna-Soar. Après l'annulation de celui-ci, il travailla sur le North American X-15 et fit une importante carrière au Dryden Flight Research Center.

## Biographie
Né à Crookston, Minnesota, le 4 mai 1926, Thompson a commencé à voler pour l'U.S. Navy en tant que pilote stagiaire à 19 ans. Il a servi en Chine et Japon.
Après six ans de service naval actif, Thompson est entré à l'université de Washington de Seattle. Il a obtenu en 1953 un baccalauréat ès sciences en ingénierie. Il est resté dans la réserve de la Marine des États-Unis pendant ses études collégiales il a continué à voler sur les avions de la marine et des  avions agricoles et des avions bombardiers d'eau.